# Estilema
Estilema és un terme que es fa servir ocasionalment per definir els trets o constants característics de l'estil d'un autor determinat. També se'n diu habitualment tret d'estil.
- En lingüística, és un element formal o lingüístic que distingeix la manera d'escriure d'un autor (l'anomenat usus scribendi), la manera particular en què és escrita una obra, com en el cas de l'èpica, en què els estilemes no canvien i molts cops són recurrents, o en l'estil de la poesia popular i d'altres gèneres literaris.
- En art, es refereix a les característiques distintives que poden definir l'obra d'un pintor, escultor o arquitecte, o el conjunt de trets distintius d'un període estilístic –per exemple els estilemes del romànic, del gòtic, etc.–, o bé els trets distintius peculiars d'un estil local –per exemple els estilemes del romànic llombard, etc.– o d'un moviment pictòric. En les arts menors, l'estilema és allò que identifica els trets distintius d'un estil decoratiu en un moment històric precís: els estilemes de l'«estil arcaic» en la ceràmica baixmedieval, per exemple.
- En música, fa referència als signes distintius de les obres musicals o dels músics.
- Actualment es fa servir també en l'àmbit del disseny industrial, on és més adient que el terme més habitual estil, per indicar els trets característics d'una línia productiva determinada.